# لثاتيات
اللَثَاتِيَّات (الاسم العلمي: Clethraceae)،هي فصيلة صغيرة من النباتات المُزهرة تتبع رتبة الخلنجيات، وتتألف من جنسين، اللثاة وPurdiaea، مع ما يقرب من 75 نوعًا. مواطنها في المناطق المعتدلة الدافئة في آسيا والأمريكتين، مع نوع واحد أيضًا في ماديرا.
في الماضي، كان معظم علماء النبات يضعون اللثاة فقط في الفصيلة، لكن الأبحاث الحديثة أظهرت أن بُرديا، التي كانت موضوعة سابقًا في فصيلة السيريلية وثيقة الصلة، أكثر ارتباطًا باللثاة